# Клијенти социјалног рада
Клијенти социјалног рада су, најшире схваћено, особе које имају сметње у социјалном функционисању, односно имају тешкоће у односима у својој примарној групи, са другим људима и групама у околини или на послу, са институцијама друштвене заједнице или су у сукобу са нормама понашања социјалне заједнице у којој живе.